# David L. Wolper
David L. Wolper (11. ledna 1928, New York – 10. srpna 2010, Beverly Hills) byl americký televizní producent.
Studoval Drakeovu univerzitu v Des Moines a Univerzitu Jižní Kalifornie, ale studia nedokončil a začal se věnovat prodeji filmů. Jako první prodal více než 100 amerických televizních stanic dokument, který byl postaven na televizním záznamu z letu Sputniku, zakoupeném od sovětské společnosti Artkino.
Do poloviny sedmdesátých let se již etabloval produkcí dokumentů společnosti National Geographic a speciálních dílů Podmořského světa oceánologa Jacqua Cousteaua.
Mimo jiné produkoval televizní seriály Kořeny, Ptáci v trní a Sever a Jih a filmy Pan Wonka a jeho čokoládovna a L. A. – Přísně tajné. Film Most u Remagenu vyráběl v roce 1969 v Československu, než ho musel se štábem opustit před dokončením po okupaci vojsky Varšavské smlouvy. Byl i producentem celé řady dokumentárních pořadů, z nichž The Hellstrom Chronicle (1971) o výzkumu hmyzu obdržel Oscara. Byl i producentem dokumentu Viděno osmi pořízeném na olympijských hrách v Mnichově v roce 1972. V oblasti dokumentu byl průkopníkem žánru dokumentární rekonstrukce.
V roce 1984 byl producentem slavnostního zahájení olympijských her v Los Angeles a o dva roky později uspořádal obří oslavy v Newyorském zálivu u příležitosti 100 let věnování sochy Svobody Spojeným státům.
Za svůj přínos televizní tvorbě byl oceněn umístěním osobní hvězdy na Hollywoodském chodníku slávy. V roce 2003 vyšla s názvem Producer jeho biografie napsaná Davidem Fisherem.